# 范衷 (永樂進士)
范衷（?—?），字恭肅，江西豐城縣人。明朝官員，同進士出身。

## 生平
永樂十九年（1421年）辛丑科進士，除壽昌知縣。正統五年考滿，政績最昭。百姓稱讚請求挽留，監察御史聽後上報，朝廷許准。因丁憂去職。服闋，起為汝州知州。吏部尚書王直查舉官吏，其為首位。
祖父范孔京。父范貴，曾任主簿，封知縣。有子范鏞及范鍈，皆進士。